# 香港芬名酒店

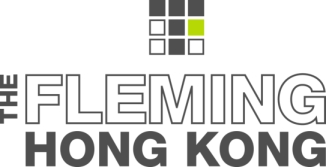
標誌

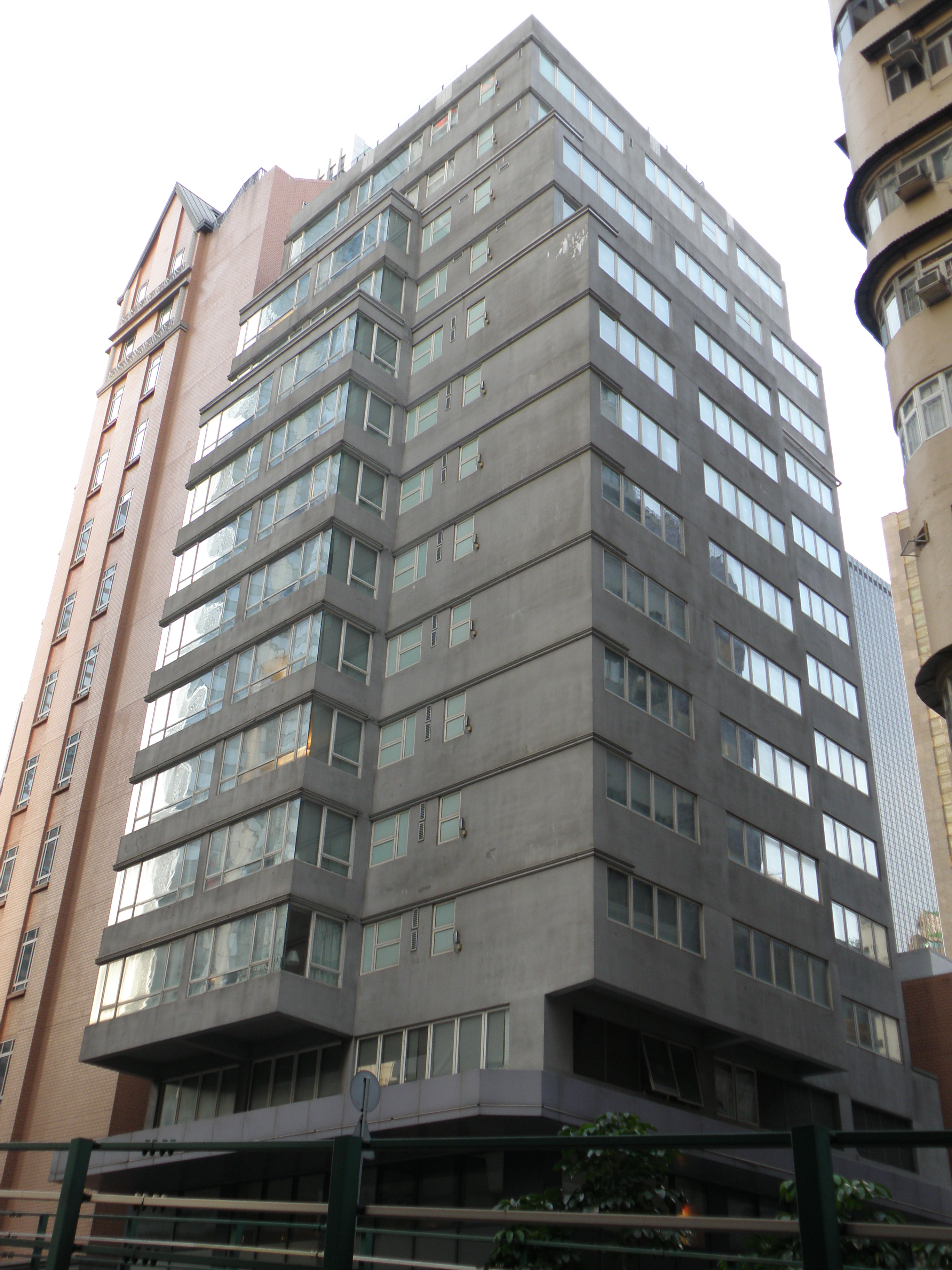
香港芬名酒店外貌

香港芬名酒店（英語：The Fleming Hong Kong） ，為香港的一間四星級酒店，躋身Condé Nast Traveler「2007年度熱選」全球最佳全新酒店之列；同時亦入圍南華早報與Harper's Bazaar合辦的Style Awards「2007年度最佳精品酒店」候選名單。位處於香港島灣仔菲林明道41號，鄰近港鐵灣仔站，酒店於2006年10月19日開幕，共提供66間豪華客房。
酒店前身是一所名為謝菲閣的服務式住宅，於1986年至2004年期間提供78間房間 。
現時酒店是一所精品酒店，近日完成全面翻新，以煥然一新的面貌重新登場，散發特色的雅致格調
芬名酒店執行董事許建業為前任香港職業男子網球員。他是香港歷來最高排名的職業男子網球員，由於在世界各地參加賽事的關係，累積了共二十年以四海為家的經驗。芬名酒店大量設施都出自他對下榻酒店的體會而設。

## 酒店設施
- 文書服務
- 會議室
- 托兒服務
- 餐廳
- 酒吧
- 鄰近健身中心

## 餐廳
- Osteria Marzia (西餐)

提供意大利西洋美膳，設有早,晚餐。
- 酒吧

## 客房設備及服務

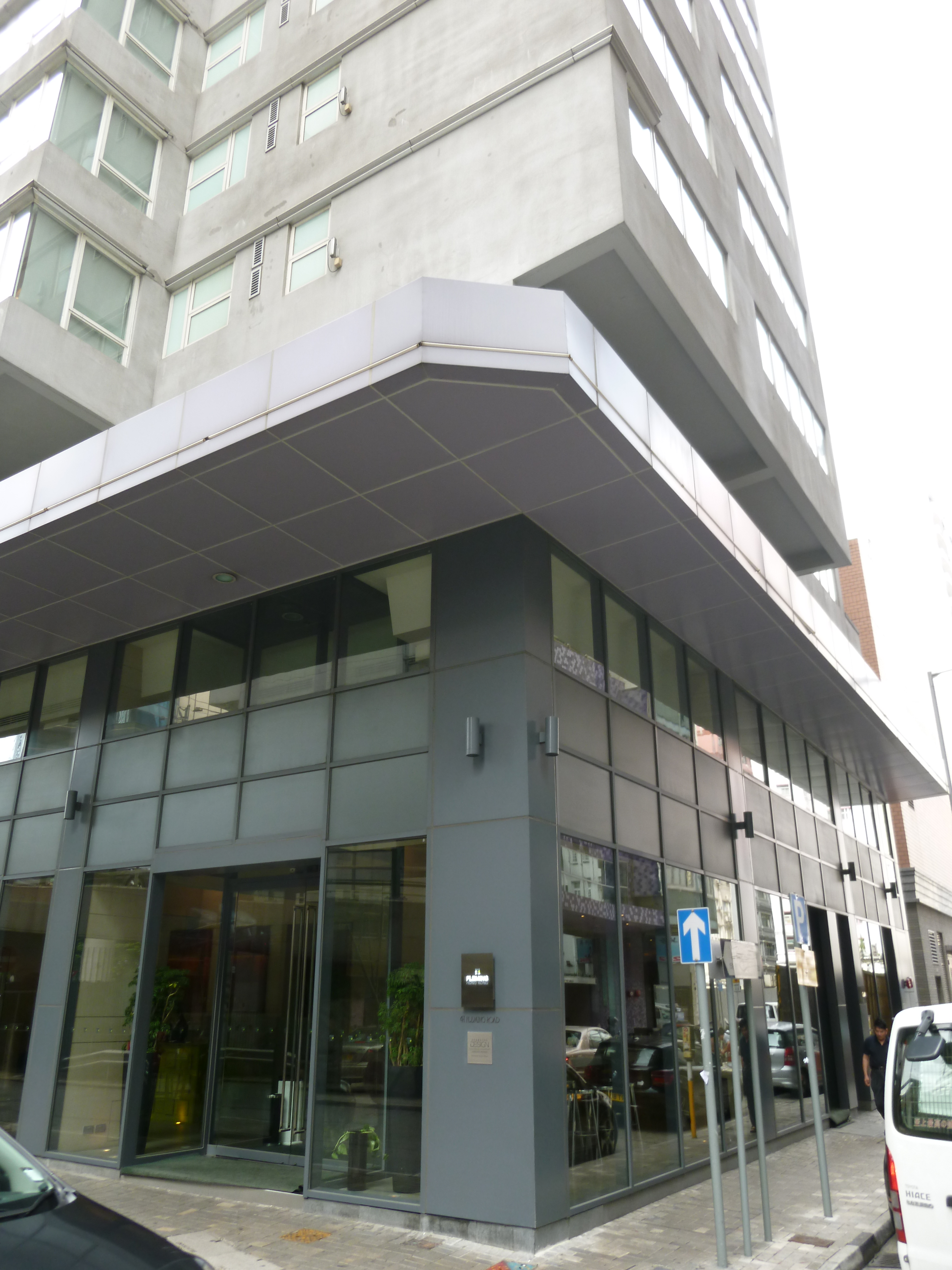
地下大堂

- 無線及有線寬頻互聯網
- 國際長途電話及本地電話
- 免費贈閱每日報紙
- 24小時禮賓服務
- 語音留言信箱
- 等離子／液晶體電視機，接駁有線電視
- 房內夾萬
- 空調及微氣候控制
- 熨斗及熨板
- 風筒
- 天鵝絨被褥及豪華床單
- Handy智能旅遊手機
- Apple TV

## 額外設備及服務
- 餐具
- 茶具

## 參看
- 香港酒店列表

## 外部連結
- 香港芬名酒店 （页面存档备份，存于）